# Catherine Comet
Catherine Comet, née le 6 décembre 1944 à Fontainebleau, est une cheffe d'orchestre américaine d'origine française. Elle est la première femme à occuper un poste de directrice musicale d'un orchestre professionnel aux États-Unis.

## Biographie
Catherine Comet naît le 6 décembre 1944 à Fontainebleau. À l'âge de cinq ans, sa mère, qui l'a par la suite soutenue dans sa volonté d'être cheffe d'orchestre, l'emmène voir des concerts, ce qui est à l'origine de sa vocation.

### Formation
Catherine Comet étudie au conservatoire de Paris de 1958 à 1963, où elle obtient le premier prix de piano. Elle reçoit en parallèle une formation privée en analyse, harmonie, contrepoint et fugue auprès de Nadia Boulanger, qu'elle considère comme étant une des influences majeures de son développement musical.
Son père travaillant pour Air France, elle part à New-York passer une audition pour entrer à la Juilliard School of Music. Admise dans cette école, elle y poursuit des études de direction d'orchestre avec Jean Morel 1964 à 1968 et y obtient une licence et une maîtrise,.

### Carrière
Catherine Comet fait ses débuts professionnels en tant que cheffe d'orchestre en 1967, avec l'orchestre symphonique de Lille Radio au Festival de Besançon. 
En 1970-71, elle est l'assistante de Pierre Boulez auprès de l'Orchestre symphonique de la BBC à Londres. Elle est cheffe d'orchestre du Ballet de l'Opéra de Paris de 1972 à 1975, et directrice musicale des orchestres symphonique et de chambre de l'Université du Wisconsin à Madison de 1979 à 1981. Après avoir été cheffe de l'Exxon-Arts Endowment du Saint Louis Symphonic Orchestra de 1981 à 1984, elle devient cheffe adjointe de l'orchestre symphonique de Baltimore de 1984 à 1986. 
De 1986 à 1997, elle devient directrice musicale du Grand Rapids Symphony (en) à Grand Rapids, Michigan, devenant la première femme à occuper un poste de directrice musicale d'un orchestre professionnel aux États-Unis.
De 1990 à 1992, Catherine Comet est la directrice musicale de l'American Symphony Orchestra de New-York,,. 
Comet est régulièrement invitée par les principaux orchestres nord-américains, notamment ceux de Boston, Chicago, Cincinnati, Détroit, Minneapolis, Philadelphie, San Francisco, Toronto et Washington.

## Récompenses
En 1966, Catherine Comet remporte le premier prix « Émile Vuillermoz » du concours de direction d'orchestre de Besançon,.
En 1988, elle est co-lauréate du Seaver/National Endowment for the Arts Conductors Award (en),.